# استروتر مارتین
استروتر مارتین (انگلیسی: Strother Martin؛ ۲۶ مارس ۱۹۱۹ – ۱ اوت ۱۹۸۰) یک هنرپیشه اهل ایالات متحده آمریکا بود. از فیلم‌ها یا برنامه‌های تلویزیونی که وی در آن نقش داشته است می‌توان به شجاعت واقعی، بوچ کسیدی و ساندنس کید، لوک خوش دست، سرود کیبل هوگ، رژه احمقان، هانی کولدر، سواره‌نظام و مرگبار ببوس مرا اشاره کرد.